# Backhoppning vid olympiska vinterspelen 1956
Resultat från backhoppning vid olympiska vinterspelen 1956 i Cortina d'Ampezzo, Italien.

## Medaljörer
| Gren         | Guld                    | Silver                   | Brons                              |
| Stora backen | Antti Hyvärinen Finland | Aulis Kallakorpi Finland | Harry Glass Tysklands förenade lag |

## Herrar

### 70 meter
Tävlingen hölls vid "Trampolino Italia" med en K-punkt på 72 meter. . 
| Pl. | Namn                     | Poäng |
| --- | ------------------------ | ----- |
| 1   | Antti Hyvärinen (FIN)    | 227,0 |
| 2   | Aulis Kallakorpi (FIN)   | 225,0 |
| 3   | Harry Glass (EUA)        | 224,5 |
| 4   | Max Bolkart (EUA)        | 222,5 |
| 5   | Sven Pettersson (SWE)    | 220,0 |
| 6   | Andreas Däscher (SUI)    | 219,5 |
| 7   | Eino Kirjonen (FIN)      | 219,0 |
| 8   | Werner Lesser (EUA)      | 210,0 |
| 9   | Sverre Stallvik (NOR)    | 208,0 |
| 10  | Hemmo Silvennoinen (FIN) | 207,5 |

Deltagare från Västtyskland och Östtyskland tävlade tillsammans, som ett "gemensamt tyskt lag", i olympiska vinterspelen 1956, 1960 och 1964.